# Lijst van Curaçaose ministers van Sociale Ontwikkeling, Arbeid en Welzijn
De minister van Sociale Ontwikkeling, Arbeid en Welzijn van Curaçao (SOAW) is lid van de ministerraad van Curaçao. Het ambt bestaat sinds 10 oktober 2010 toen het eilandgebied Curaçao, na de opheffing van de Nederlandse Antillen, een land werd binnen het Koninkrijk der Nederlanden.
| N.º | Naam                       | Kabinet              | Periode                                | Partij     | Opmerkingen                                      |
| --- | -------------------------- | -------------------- | -------------------------------------- | ---------- | ------------------------------------------------ |
| 1   | Hensley Koeiman            | Schotte              | 10 oktober 2010 t/m 29 september 2012  | MAN        |                                                  |
| 2   | Stanley Bodok              | Betrian (interim)    | 29 september 2012 t/m 31 december 2012 | partijloos | tevens minister van gezondheid, milieu en natuur |
| 3   | Sherwin Josepha            | Hodge (zakenkabinet) | 31 december 2012 t/m 07 juni 2013      |            |                                                  |
| 4   | Jeanne-Marie Francisca     | Asjes                | 07 juni 2013 t/m 3 juli 2014           | PS         | PS zegde het vertrouwen op                       |
| 5   | Ben Whiteman (interim)     | Asjes                | 3 juli 2014 t/m 21 augustus 2014       | PS         |                                                  |
| 6   | Ruthmilda Larmonie-Cecilia | Asjes                | 21 augustus 2014 t/m 31 augustus 2015  | PS         |                                                  |
| (6) | Ruthmilda Larmonie-Cecilia | Whiteman I           | 31 augustus 2015 t/m 30 november 2015  | PS         |                                                  |
| (6) | Ruthmilda Larmonie-Cecilia | Whiteman II          | 30 november 2015 t/m 23 december 2016  | PS         |                                                  |
| 7   | Jaime Córdoba              | Koeiman              | 23 december 2016 t/m 24 maart 2017     | PS         |                                                  |
| 7   | Jaime Córdoba              | Pisas I (interim)    | 24 maart 2017 t/m 29 mei 2017          | PS         |                                                  |
| (1) | Hensley Koeiman            | Rhuggenaath          | 29 mei 2017 t/m 10 juni 2021           | MAN        |                                                  |
| (6) | Ruthmilda Larmonie-Cecilia | Pisas II             | 10 juni 2021 t/m 21 augustus 2024      | PNP        |                                                  |